# قائمة كليات الطب في مصر

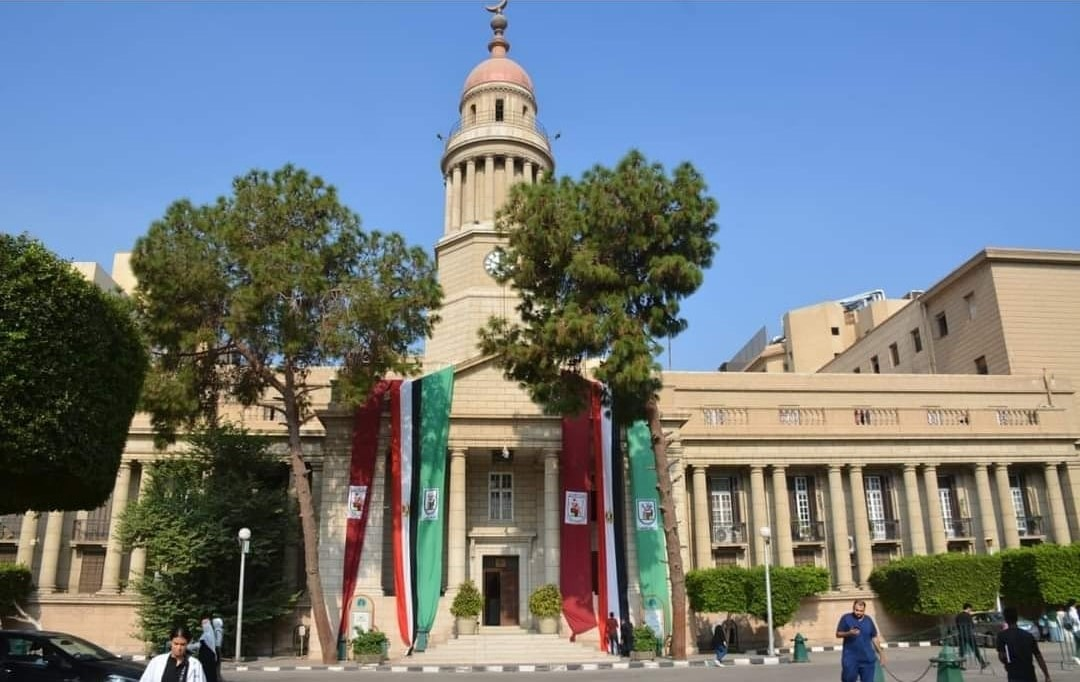
كلية طب القصر العيني (جامعة القاهرة)

هذه قائمة بكليات الطب البشري وطب الأسنان في مصر:

## كليات الطب البشري

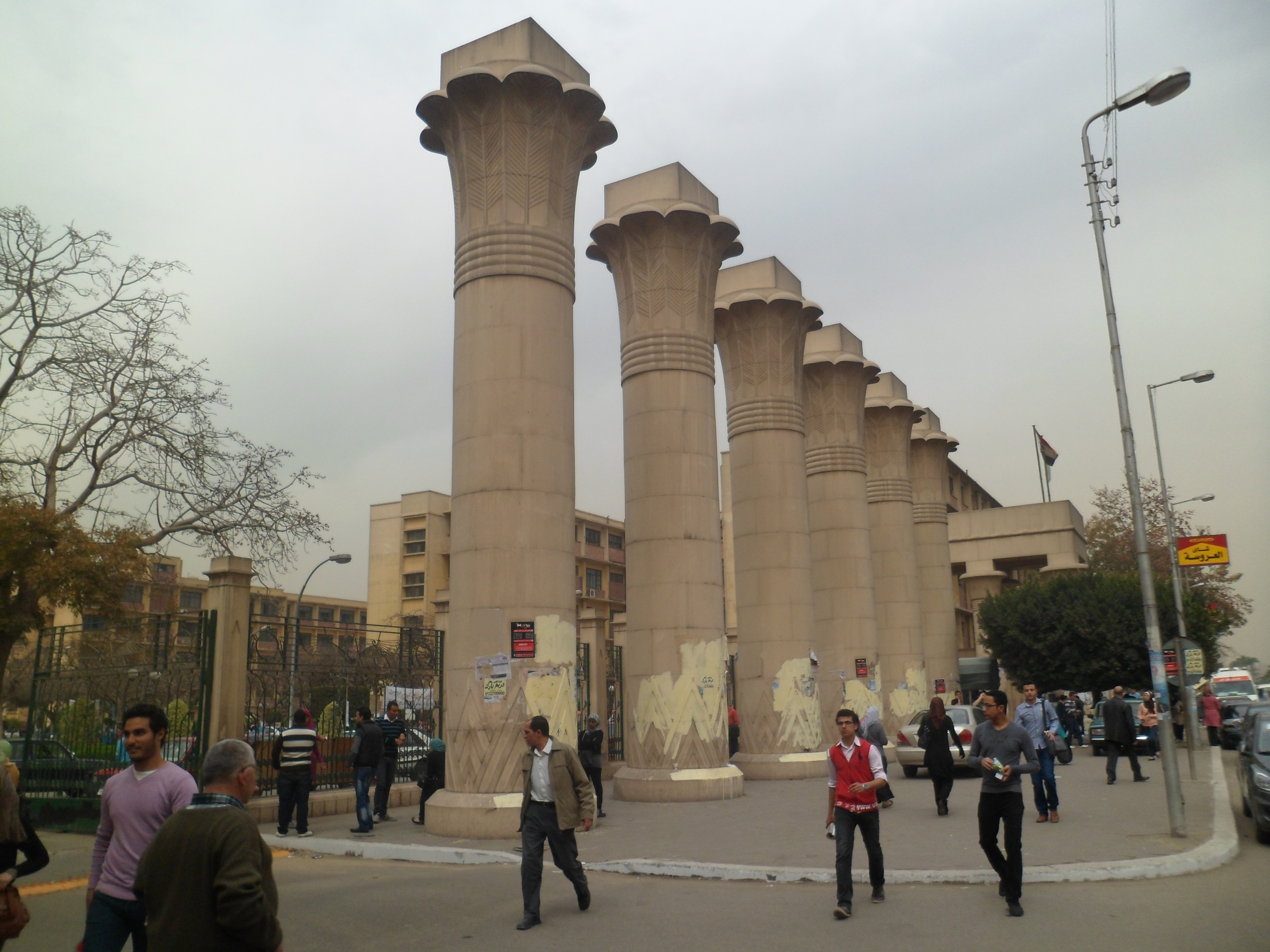
جامعة عين شمس

### الحكومية
- كلية طب القصر العيني (جامعة القاهرة)[1][2]
- كلية طب جامعة حلوان
- كلية الطب بجامعة الإسكندرية
- كلية الطب بجامعة عين شمس[3]
- كلية طب جامعة أسيوط
- كلية طب جامعة المنصورة[4]
- كليات طب جامعة الأزهر
  - كلية الطب بالقاهرة
  - كلية الطب بأسيوط
  - كلية الطب بدمياط
- كلية طب جامعة الفيوم[5]
- كلية طب جامعة المنيا[6]
- كلية طب جامعة بنها[7]
- كلية طب جامعة بني سويف[8]
- كلية طب جامعة كفر الشيخ[9]
- كلية طب جامعة المنوفية
- كلية طب جامعة جنوب الوادي[10]
- كلية طب جامعة قناة السويس[11]
- كلية طب جامعة طنطا[12]
- كلية طب جامعة الزقازيق
- كلية طب جامعة الزقازيق فرع فاقوس[13]
- كلية طب جامعة سوهاج
- كلية طب جامعة بورسعيد
- كلية طب جامعة أسوان[14]
- كلية طب جامعة دمياط[15]
- كلية طب جامعة السويس
- كلية طب القوات المسلحة
- كلية طب جامعة الوادي الجديد[16]
- كلية الطب جامعة الأقصر
- كلية الطب جامعة العريش[17]

### الخاصة
- كلية طب جامعة 6 أكتوبر (O6U)

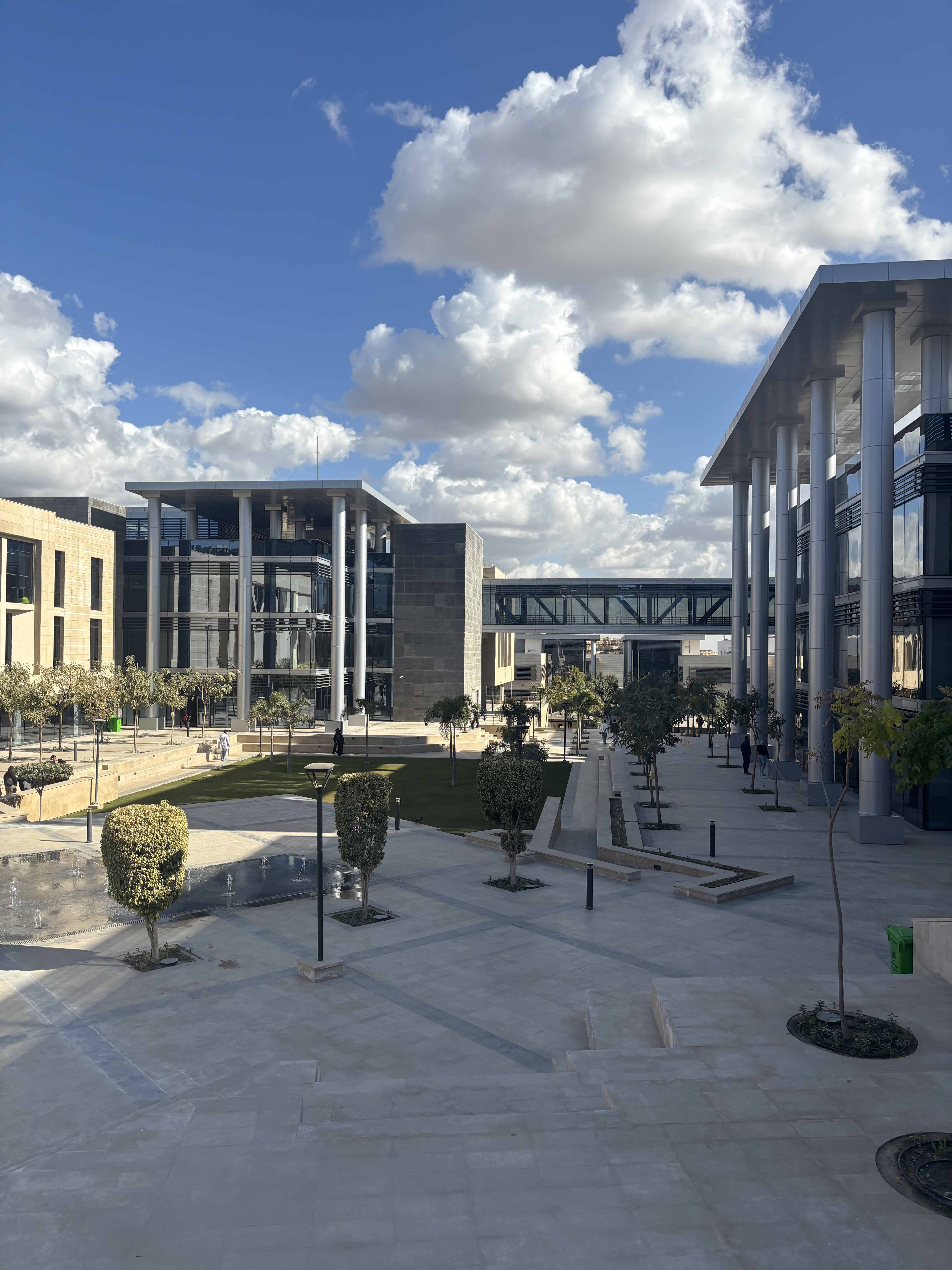
جامعة نيو جيزة

- كلية طب جامعة مصر للعلوم والتكنولوجيا (MUST)
- جامعة نيو جيزة (NGU)
- كليه طب جامعة النهضة (NUB)
- كلية طب جامعة بدر بالقاهرة (BUC)
- كليه طب الجامعة الحديثة (MTI)
- كلية طب جامعة الدلتا (Delta)
- كلية طب جامعة ميريت (MUE)
- كلية الطب البشري جامعة حورس
- كلية الطب البشري جامعة باديا
- كلية الطب البشري جامعة مصر الدولية (MIU)
- كلية الطب البشري جامعة المستقبل
- كلية الطب البشري جامعة الأهرام الكندية
- كلية الطب البشري جامعة سيناء
- كلية طب جامعة المنصورة الجديدة
- كلية طب الأكاديمية العربية للعلوم والتكنولوجيا والنقل البحري
- كلية طب جامعة العلمين الدولية

### الأهلية
- كلية طب جامعة الجلالة (Gu)
- كلية طب جامعة الملك سلمان (KSIU)
- كلية طب جامعة الإسكندرية الأهلية
- كلية طب جامعة أسيوط الأهلية
- كلية طب جامعة بنها الأهلية
- كلية طب جامعة شرق بورسعيد الأهلية
- كلية طب جامعة المنصورة الأهلية
- كلية طب جامعة المنيا الأهلية
- كلية طب جامعة الإسماعيلية الجديدة الأهلية
- كلية طب جامعة جنوب الوادي الأهلية
- كلية طب جامعة الزقازيق الأهلية
- كلية طب جامعة بني سويف الأهلية
- كلية طب جامعة المنوفية الأهلية
- كلية طب جامعة القاهرة الأهلية في 6 أكتوبر[18]
- كلية طب جامعة عين شمس الأهلية في العاصمة الإدارية الجديدة[18]
- كلية طب جامعة سوهاج الأهلية[18]
- كلية طب جامعة كفر الشيخ الأهلية[18]
- كلية طب جامعة طنطا الأهلية[18]
- كلية طب جامعة الفيوم الأهلية في الفيوم الجديدة[18]
- كلية طب جامعة حلوان الأهلية

## كليات طب الأسنان

### الحكومية
- كلية طب الفم والأسنان جامعة عين شمس
- كليات طب الأزهر
  - كلية طب الفم والأسنان بالقاهرة (بنين)
  - كلية طب الفم والأسنان بأسيوط (بنين)
  - كلية طب الفم والأسنان بالقاهرة (بنات)
- كلية طب الفم والأسنان جامعة الإسكندرية
- كلية طب الفم والأسنان جامعة أسيوط
- كلية طب الفم والأسنان جامعة القاهرة
- كلية طب الفم والأسنان جامعة المنصورة
- كلية طب الفم والأسنان جامعة قناة السويس
- كلية طب الفم والأسنان جامعة طنطا
- كلية طب الفم والأسنان جامعة كفر الشيخ
- كلية طب الفم والأسنان جامعة المنيا
- كلية طب الفم والأسنان جامعة الفيوم
- كلية طب الاسنان جامعة بني سويف
- كلية طب الاسنان جامعة الزقازيق
- كلية طب الاسنان جامعة جنوب الوادي
- كلية طب الاسنان جامعة سوهاج
- كلية طب الاسنان جامعة أسوان
- كلية طب الاسنان جامعة المنوفية

### الخاصة
- كلية طب الفم والأسنان جامعة 6 أكتوبر (O6U)
- كلية طب الفم والأسنان بجامعة المستقبل (FUE)
- كلية طب الفم والأسنان بجامعة أكتوبر للعلوم الحديثة والآداب (MSA)[19]
- كلية طب الفم والأسنان جامعة سيناء
- كلية طب الفم والأسنان جامعة مصر للعلوم والتكنولوجيا (MUST)[20]
- كلية طب الفم والأسنان جامعة مصر الدولية (MIU)
- كلية طب الفم والأسنان الجامعة الحديثة للتكنولوجيا والمعلومات (MTI)
- كلية طب الفم والأسنان جامعة فاروس بالإسكندرية
- كلية طب الفم والأسنان الجامعة البريطانية في مصر (BUE)[21]
- كلية طب الاسنان جامعة سفنكس
- كلية طب الفم والأسنان جامعة الدلتا
- كلية طب الفم والأسنان جامعة النهضة
- كلية طب الفم والأسنان جامعة بدر
- كلية طب الفم والأسنان الجامعة الروسية
- كلية طب الفم والأسنان الجامعة الحديثة
- كلية طب الفم والأسنان جامعة حورس
- كلية طب الفم والأسنان جامعة الأهرام الكندية[19]
- كلية طب الفم والأسنان جامعة نيو جيزة
- كلية طب الفم والأسنان جامعة دراية.
- كلية طب الفم والأسنان جامعة بدر بأسيوط
- كلية طب الفم والأسنان جامعة ميريت
- كلية طب الفم والأسنان جامعة العلمين
- كلية طب الفم والأسنان جامعة السلام
- كلية طب الفم والأسنان جامعة اللوتس
- كلية طب الفم والأسنان جامعة الفنار
- كلية طب الفم والأسنان جامعة رويال
- كلية طب الفم والأسنان جامعة الريادة للعلوم والتكنولوجيا
- كلية طب الفم والأسنان جامعة الصالحية الجديدة
- كلية طب الفم والأسنان الأكاديمية العربية للعلوم والتكنولوجيا والنقل البحري
- كلية طب الفم والأسنان الجامعة المصرية الروسية

### الأهلية
- كلية طب الفم والأسنان جامعة الجلالة

- كلية طب الفم والأسنان جامعة الملك سلمان
- كلية طب الفم والأسنان جامعة المنصورة الأهلية
- كلية طب الفم والأسنان جامعة الزقازيق الأهلية
- كلية طب الفم والأسنان جامعة شرق بورسعيد الأهلية
- كلية طب الفم والأسنان جامعة أسيوط الأهلية
- كلية طب الفم والأسنان جامعة جنوب الوادي الأهلية
- كلية طب الفم والأسنان جامعة العلمين الأهلية
- كلية طب الفم والأسنان جامعة حلوان الأهلية
- كلية طب الفم والأسنان جامعة السويس الأهلية[18]
- كلية طب الفم والأسنان جامعة القاهرة الأهلية[18]
- كلية طب الفم والأسنان جامعة عين شمس الأهلية[18]
- كلية طب الفم والأسنان جامعة كفر الشيخ الأهلية[18]
- كلية طب الفم والأسنان جامعة الفيوم الأهلية[18]
- كلية طب الفم والأسنان جامعة طنطا الأهلية[18]